# Perissandria
Perissandria é um gênero de traça pertencente à família Arctiidae.